# Филип I фон Вилденберг
Филип I фон Вилденберг (на немски: Philipp I von Wildenberg; † сл. 1202) е господар на Райфершайд и на малкото господство Вилденберг в Айфел. Той основава през 1202 г. линията Вилденберг.

## Произход, наследство и управление
Той е син на фон Райфершайд и брат на Герхард фон Райфершайд († сл. 1198).
След 1170 г. фамилията Райфершайд е господар на територията на господството Вилденберг в днешен Северен Рейн-Вестфалия. Братята Герхард и Филип разделят собствеността през 1195 г. Герхард запазва Райфершайд и съда в Райфершайд и Вилденбург.
До 1202 г. Филип се нарича „фон Райфершайд“. Филип I построява в началото на 12 век замъка Вилденбург в планината Айфел и района на Шлайден (близо до замък Райфершайд), и се нарича на него, основава линията Вилденберг.

## Фамилия
Филип I фон Райфершайд/Вилденберг се жени и има един син:
- Филип II († 21 декември 1277), господар на Вилденберг (1234 – 1271), женен пр. 9 март 1235 г. за Ирмгард фон Браунсхорн († сл. 14 януари 1277), дъщеря на Арнолд фон Щалек († сл. 1239)

Филип I има и един незаконен син:
- Дитрих

## Галерия
- Замък Вилденбург,
 ок. 1618
- Замък Вилденбург,
 1997